# Antônio Pereira Dinis
Antônio Pereira Dinis (Alagoa Nova, 22 de fevereiro de 1908 — Rio de Janeiro, 2 de novembro de 1984) foi um político brasileiro.
Exerceu o cargo de prefeito de Campina Grande (Paraíba) de 27 de junho de 1934 a 12 de agosto de 1935.
Bacharelou-se em Direito pela Faculdade de Ciências Jurídicas do Recife, em 1930. Foi também prefeito nomeado de João Pessoa, deputado federal por duas legislaturas e senador da República.